# Вільяобіспо-де-Отеро
Вільяобіспо-де-Отеро (ісп. Villaobispo de Otero) — муніципалітет в Іспанії, у складі автономної спільноти Кастилія-і-Леон, у провінції Леон. Населення — 651 особа (2010).
Муніципалітет розташований на відстані близько 300 км на північний захід від Мадрида, 41 км на захід від Леона.
На території муніципалітету розташовані такі населені пункти: (дані про населення за 2010 рік)
- Брімеда: 115 осіб
- Карнерос: 126 осіб
- Ла-Каррера: 125 осіб
- Отеро-де-Ескарпісо: 88 осіб
- Сопенья-де-Карнерос: 119 осіб
- Вільяобіспо-де-Отеро: 78 осіб

## Демографія
Динаміка населення (INE ):